# Украинские чемерисы
Украи́нские чемери́сы — этногруппа горных марийцев, переселившихся в украинские воеводства Речи Посполитой в 1527 году, а также на протяжении 40 лет Черемисских войн. Одна из старейших и компактных групп финно-волжского населения на Украине, известная под устаревшим украинским народным этнонимом «чемерис». По данным академика Ярослава Дашкевича, сохраняли национальную идентичность, язык и традиционную религию до конца XVIII века, так называемые «барские чемерисы» (по названию города Бар) — до конца XIX столетия.
Выходцы из Поволжья, значительная группа которых, переселённая в качестве пленных на западные границы Московского княжества, бежала через Белоруссию на Волынь в 1527 году. Более поздние миграции XVI века связаны с восстанием черемис против московской власти; во второй половине XVIII века на Полтавщину бежали черемисы-крепостные из Курской губернии.
Использовали горномарийский язык, принадлежащий к волжской группе финно-угорских языков. Основное место расселения — Бар на Подолии (с 1541—1542 годов), где создали отдельную часть города «Чемерисский Бар». Исполняли сторожевую службу, защищая Подолию от крымских татар, принимая участие в походах на Причерноморье. Занимались также хлебопашеством, огородничеством, животноводством, пчеловодством, охотой. Другие поселения — подольский город Черемисы (с 1600 года; на начало XVIII века прекратил существование); предместье Черемисовка (возникло после 1607 года) современного села Сальница Винницкой области; город Чемерполь (с 30-х годов XVIII века) теперь Кировоградской области, бывший Чемерисский Бар — сегодня село Чемерисы-Барские. Отдельными семьями чемерисы жили в Каневе (середина XVI века). Сначала язычники, потом православные. В языковом отношении в XVII веке ассимилировались с украинцами. По приблизительным подсчётам, в 70-х годах XVI века на Подолии проживало не менее 1—1,5 тысяч чемерис; в 70-х годах XVII века — около 10 тысяч. До конца XVII века были консолидированным островным этносом с достаточно устойчивыми этническими барьерами.
Принимали активное участие в освободительной борьбе под предводительством Богдана Хмельницкого, когда основная масса их перешла на сторону казаков, создав отдельные кавалерийские части или войдя в составы полков. В 1672 году чемерисы вместе с татарскими отрядами, бывшими на польской службе, переживали национальную дискриминацию и перешли на турецкую сторону (2 тысячи в составе турецких, 400 в составе молдавских войск). Их центрами были Каменец-Подольский и Бар. В составе войска гетмана Петра Дорошенко воевали против гетманов Михаила Ханенко и Ивана Самойловича и русских войск, которые осаждали Чигирин (события 1672—1673 годов). Представляли в тот период серьёзную военную силу на Подолии. В 1699 году эмигрировали на земли вблизи дельты Дуная и на Хотинщину. Позднее вернулись под именем «волошских чемерисов». В 50—60-х годах XIX века барские чемерисы боролись с русской администрацией за восстановление прав, отмену панщины.
Проживание чемерис оставило заметные следы в украинской антропонимии (фамилия Чемерис), топонимии, материальной культуре (мужская верхняя одежда для верховой езды — чемерка, была распространена до 20-х годов XX века; чемерисская вышитая рубашка XVII — начала XVIII века влияла на украинскую), а также в украинском фольклоре Подолии.